# 澳式足球

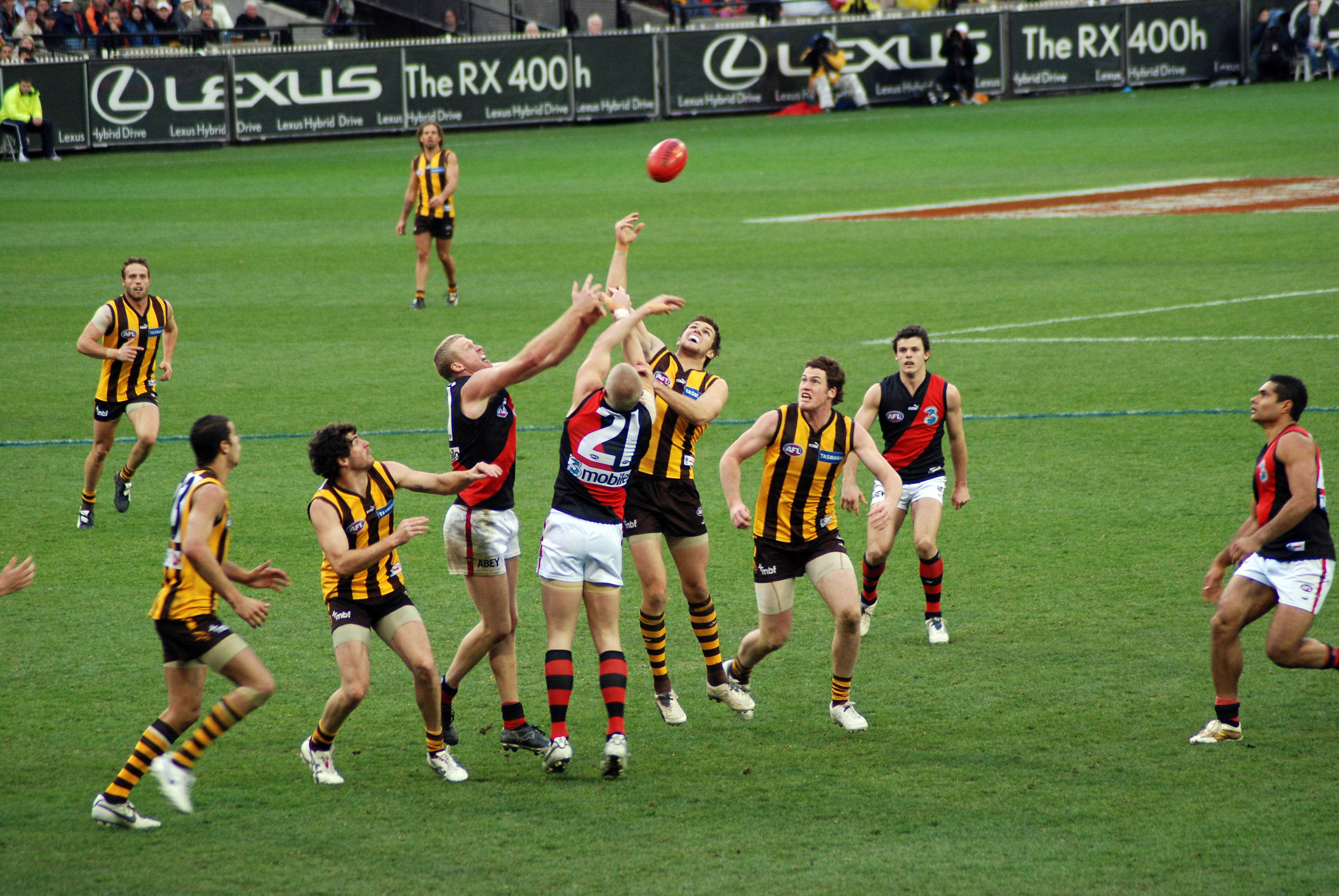
澳式足球

澳式足球的球场示意图

澳大利亚规则式橄榄球（英語：Australian rules football）简称澳式橄榄球或澳式足球（Australian football，在其盛行地区俗称或），是一種源自於澳大利亞維多利亞州墨爾本地區的橄榄球类运动。有別於一般的足球类运动，澳式足球的比賽在板球場或差不多大小的椭圆形草地球場上進行，球場長度可達185公尺（200碼），比起其他規則的足球賽大很多（差不多是英式足球的四倍）。
澳式足球（就其最高等級的AFL規則而言）每隊場上十八人，另外各有四名替補球員（interchange players），主要以持球奔跑但踢球射门的形式得分。球场的末端有四个门柱，中间两个较高、旁边两个较矮，形成“矮-高-矮”三个门区。球员将球踢入高门区可得6分，将球用手打入高门区、球撞到高门柱或将球踢入矮门区则只得1分。這種比賽和其他球賽相較，最大的特色是速度快以及球的移動自由度大（一部份可能是因為取消了越位的規則），以及隨意主踢任意球最近只在球门前15公尺左右。
雖然是冬季運動，季前熱身賽在2月舉行。球季在3月開始（初秋）到8月結束（冬末），總決賽在9月（初春）舉行。
雖然稱爲“澳大利亞”式，但這一運動的參與基礎主要在維州，在一些其他州不是最熱門的足球類運動：在人口最大的州新南威爾士和第三大州昆士蘭，觀衆最多的運動是联盟式橄榄球，此外全國參與率最高的有組織的項目則是英式足球。

## 架構和比賽

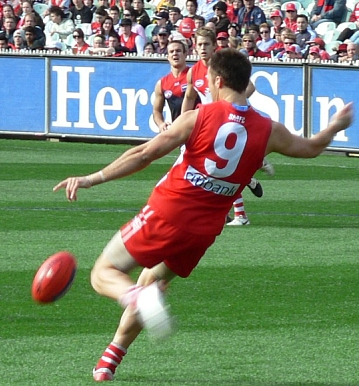
球员将球踢进球门柱之间是最基本的得分方法

澳式足球最有竞争力的组织者是澳大利亞澳式足球聯盟（Australian Football League，简称AFL），属于国家级别的体育组织。AFL每年九月在墨尔本板球场举行的总决赛（Grand Final）是目前澳大利亚俱乐部联赛级别冠军赛观众出席率最高的体育盛事。
澳式足球最高级别的赛事是一年一度的AFL超级联赛（AFL Premiership）。與英式足球联赛有所不同的是AFL超级联赛沒有单独的联赛及杯赛奖项。排行榜第一名的球隊被称为“小冠军”（minor premier），会被颁发麦克莱兰奖杯（McClelland Trophy，实际上是一个安慰獎）；而排行榜垫底的球队则会被赠与“木勺”（wooden spoon）。但是联赛排行榜得第一这并不代表着赢得了冠军，前八名球队都会晋级决赛局，而前四名进入总决赛的机会基本上是同等的。

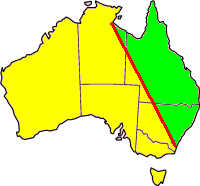
澳式足球和英式橄榄球受欢迎地区的虚拟分界线“巴拉西线”（Barassi Line），黄色地区代表澳式足球更受欢迎的地区

除了AFL外，澳洲亦有七大州的聯盟組織：维多利亚橄榄球联盟（Victorian Football League，简称VFL）、东北澳橄榄球联盟（North East Australian Football League，涵盖新南威尔士、澳大利亚首都特区、昆士兰和北领地四个州）、昆士兰澳式足球联盟（Queensland Australian Football League，简称QAFL）、塔斯马尼亚橄榄球联盟（Tasmanian Football League，简称TFL）、南澳国家橄榄球联盟（South Australian National Football League，简称SANFL）、北领地橄榄球联盟（Northern Territory Football League，简称NTFL）以及西澳橄榄球联盟（West Australian Football League，简称WAFL）。多數聯盟會舉行半職業聯賽而且會與其他聯賽合作舉辦比賽，此外亦有當地的半職業或業餘的比賽。
虽然近年来英式足球在澳大利亚的兴起带来了新的挑战，澳式足球传统上的主要竞争对手仍然是流行于新南威尔士和昆士兰两州的英式橄榄球（更确切的说，是联盟式橄榄球）。对此蒙纳士大学历史系教授伊恩·特纳（Ian Turner）在1978年的“朗·巴拉西纪念演讲”（Ron Barassi Memorial Lecture）中就澳大利亚橄榄球运动文化的分布情况提出了一个虚拟分界线，后世称其为“巴拉西线”（Barassi Line）。能否成功打入这此线以东的那两个州是AFL（当时还是局限于维多利亚州的VFL）扩展的重点，为此1982年南墨尔本队迁到了悉尼成为了悉尼天鹅队，1987年布里斯班熊队（Brisbane Bears）成立并与1996年和北迁的菲兹洛伊狮子队（Fitzroy Lions）合并成为了现今的布里斯班狮子队。在“巴拉西线”以东的第三只球队——黄金海岸太阳队于2011年在黄金海岸成立，而第四支球队大悉尼西区巨人队（Great Western Sydney Giants）与2012年在悉尼西郊的杜恩赛德（Doonside）成立并加入联赛。
除了澳大利亚本国以外，澳式足球在全球还有13个管理机构和20多个小型联赛，超过30000人参与（相比之下，澳洲本土仅参与各种俱乐部赛事的正式球员就有超过60万人），分布于大洋洲、亚洲、欧洲、北美甚至南非地区。

## 規則

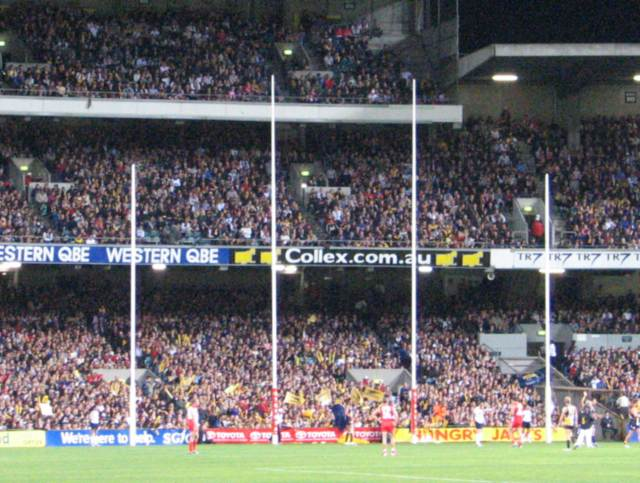
澳式足球的球门

比賽一開始用擲銅板来決定攻守位置。传统的开球方式是由主裁判于中間方格區將球用力砸向地面，球弹起到空中后由兩隊爭球，但是在球没有到达最高点前就企图争球则是犯规的。雖然傳統上來說如同其他團體運動一樣，隊員被賦予執掌的位置及角色，但實際比賽中並不局限固守自己的區域位置，反而可以於比賽區域中自由移動。因此開始爭球後，隊員無不想盡辦法將球傳給隊友，努力的將球射進球門，以獲得高分。

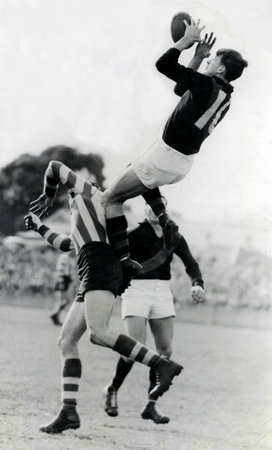
高高跳起进行凌空接球（marking）是澳式足球的特点之一

持球者可以自行帶球前進，並隨其個人喜好，只要不被對方攔截跑出多遠都可以，没有越位限制。但带球奔跑并非像英式橄榄球那样無限制的長跑，每跑出15米就必须要將球擊地一次（所以经常会出现在高速奔跑中将球如同篮球一般拍到地上弹起的动作），或者传球出手，否則即判違例，由敵隊獲得一次自行罰踢。
澳式足球的球門設計非常特殊，是由四支白色柱杆所構成的三道球門而成，而其球门柱间没有横梁。中間兩支柱杆较高，稱為球门柱（goal post，上下兩端為紅色，并且用软垫包裹以防止球员碰撞受伤），旁邊两支柱杆稱為侧门柱（behind post），高度比主门柱低了近一半。計分方式也不同，當球被踢过两根高门柱之间的中央球门，裁判雙手高舉白旗（夜間比賽為黃旗），表示該隊得到6分；若是球进入主门柱和侧门柱之间的边球门，或接触到主门柱，或是被用手打入中央球门，裁判則單手舉旗表示得分為1分。而如果球击中侧门柱，则会被判间接出界，由边裁判员按照界外球规矩反身将球扔回场内。所以，球员每次射門必須儘量以中央球門為目标，以加大得分的差距。
比賽過程中，持球者可以用手握拳擊球进行短傳，或是以腳踢長傳給隊友。若是短傳，則該次接球者將會遭受敵隊球員的阻擋或截擊。在此同時，接球者接到球後，也會遭遇敵對球員擒抱，接球員必須想辦法擺脫敵人的糾纏，或伺機找機會將球傳給其他合適的隊友，以爭取得分。如果持球者起腳将球踢出長傳給其他隊員，在球於空中尚未落地之前，任何人都可以攔截或干擾接球。但只要有人（不论哪方）將球順利接住并在稳稳握住没有掉球落地，这称为定球（mark），那么敌方球員必须站在定球点以外的距离上不得對接球者作出任何的抢夺性质的後續動作，接球者将获得相当于任意球一样的安全持球机会，这时他可決定射门、自行帶球或傳球，敵對防守隊員將限制一段距離直到持球者開始動作為止。
如果球被直接踢出界外，敌对方将获得从场外将球踢进的任意球机会。如果球是被打出边线，或是出界前触地，則由边裁背向場中將球向場中拋擲，由兩隊爭球繼續賽事，此時計時則會停止（但犯規、罰球則不停止計時）。
在AFL联赛最後一个月的决赛局的比賽，僅有獲得正常賽事積分前八支的隊伍方可取得入場券，並且依照三周下來的排程進行比賽。决赛局第一轮比赛前分为两组，前四名一组，由第一名对战第四名、第二名对战第三名，胜者直接进入下一轮；而后四名队伍被分在后一组，由第五名对战第八名、第六名对战第七名，输掉的两支则直接被淘汰出局，胜出的两支队伍则必须要再和前四名一组中输掉的那两只队伍多比赛一次来争夺进入晋级下一轮的资格。晋级入第二轮的四支队伍随后就用正常淘汰赛的方式争夺总决赛的冠軍。

## 歷史

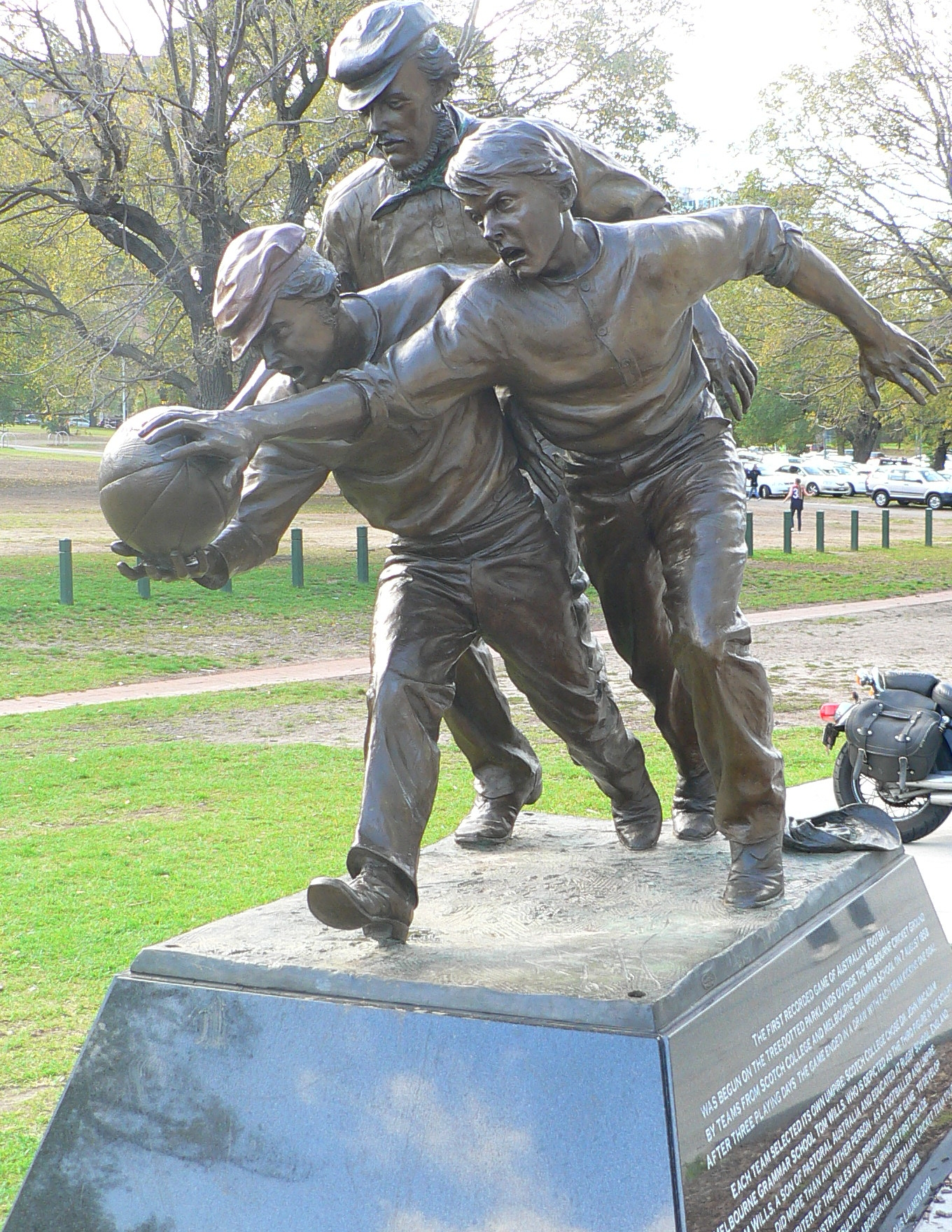
墨尔本板球场外纪念汤姆·威尔斯和第一场澳式足球赛的塑像

关于澳式足球的起源众说纷纭。澳洲最早的“足球运动”记录是在1829年，但是有组织的俱乐部比赛则是1850年以后。当时的维多利亚州正值淘金潮，各地的移民蜂拥而至，所带来的足球运动文化也是五花八门。到1856～1858年的时候，澳式足球已经开始初具雏形。有记录的第一场澳式足球比赛是1858年在墨尔本的两所贵族学校——苏格兰学院（Scotch College）和墨尔本文法学校（Melbourne Grammar School）之间举行（现在这两所私立学校间仍然保持着每年比赛的传统）。当时的裁判之一是被一些人称为澳式足球发明者的板球手托马斯·温特沃思·威尔斯（Thomas Wentworth Wills），为板球运动员提供足球运动以便冬季健身的号召就是他发起的。威尔斯本人曾经就读拉格比学校，在英期间也接触了当时各种各样的足球运动，但是多方考虑后他决定“应拥有我们自己的游戏”。1859年，世界上最古老的足球俱乐部中的两支——墨尔本俱乐部和吉朗俱乐部成立。同年，墨尔本足球俱乐部出版了第一部游戏规则，为现代的澳式足球奠定了基础。
而有关1958年以前澳式足球的发展历史，因为缺乏详细的记录导致目前争议很多。目前主要有四种说法：
- 澳式足球来源于19世纪爱尔兰移民带来的一种被叫做“caid”的早期球类运动，也就是现在盖尔式足球的前身。
- 澳式足球来源于19世纪英国公立中学流行的足球运动，特别是早期的英式橄榄球。
- 澳式足球来源于澳洲原住民的一种被称为“marn grook”的类似蹴鞠的传统球类游戏，被欧洲殖民者观察到后发展成了足球运动。
- 以上几种来源都有，是多方影响下的大杂烩。

目前“爱尔兰起源说”说服力最强，因为即使是漫不经心的观察者也会发现澳式足球和盖尔球之间的相似点太多，以至于澳大利亚和爱尔兰之间曾经连续多年举办将玩法折中、被称为“国际规则式足球”（International rules football）的友谊赛。而当年因为马铃薯饥荒导致许多爱尔兰人离开故土谋求生计，加上淘金潮，维多利亚州是爱尔兰移民的一个主要聚居区，澳式足球有爱尔兰血统并不稀奇。而维多利亚州在当时并没有英式橄榄球运动流行的记录，一向球风粗野的英式橄榄球也不太可能被用来为被誉为“绅士”的板球手们提供冬季锻炼，加上英式橄榄球以跑阵为主的得分方式和澳式足球依赖射门得分有着本质上的不同，威尔斯本人当时针对英式球类运动又有“应拥有我们自己的游戏”的抵触名言，“英式橄榄起源说”的说服力便大打折扣。至于“原住民起源说”则在2008年澳式足球150年庆出书中被AFL作者吉莉安·希班斯（Gillian Hibbins）坚决否定掉了，其用词之果断和毫不留情在当时曾经引来了一些原住民背景人士的强烈反弹。

### 澳洲球隊比賽
1877年，维多利亚成立第一個澳式足球聯賽——当时是称为“墨尔本式足球”（Melbourne rules）、“维多利亚式足球”（Victorian rules）或者“澳洲式足球”（Australasian rules）——名為維多利亞足球聯賽（VFA）。1860年代開始这项新的足球运动由維多利亞州傳到其他州份，1864年率先傳入塔斯馬尼亞州、昆士蘭州在1866年傳入以及在1873年傳入到南澳洲。1877年傳入新南威爾斯州、1881年傳入西澳。1911年進入悉尼首都圈。1916年在北方領地亦有比賽。
南澳澳式足球聯盟及西澳澳式足球聯盟是1890年2強聯盟。1897年被維多利亞聯盟代替。1925年，VFL擁有12支球隊以及成為最高水準的比賽。
第一場的州際比賽是1879年舉行由南澳對維多利亞州。在20世紀，缺乏了國家及國際性比賽，因而導致維多利亞省座擁澳洲最佳球員。1977年，增加了“State of Origin”的規則後，西澳及南澳的球員開始在對維州球隊的比賽勝出。
1982年澳式足球出現轉變，VFL球隊南墨尔本队遷移到了悉尼，並改名為悉尼天鵝队。1980年代球期，使澳式足球由維州獨有變成全國性。1982年兩支非維多利亞球隊西海岸鹰队及布里斯班熊队在1987年加盟VFL。1989年聯賽改名為现在的澳大利亞澳式足球聯盟（AFL）。1991年南澳隊伍阿德莱德乌鸦队參與AFL比賽。接著在五年內，兩支非維多利亞州參加AFL。AFL現時有16支球隊，是澳洲最高水平的澳式足球比賽。
隨著澳式足球在全國發展，其他以州級名義的聯賽成為了第二層聯賽錦標。現時有不少半職業及業餘的比賽。

### 世界各地的澳式足球
澳式足球在1876年傳到紐西蘭。1880年代傳入南非，讓澳洲的金礦工人及士兵參與其中。1908年，紐西蘭在一個Jubilee Australasian Football Carnival慶祝澳式足球五十周年紀念的，節慶中擊敗了新南威爾斯及昆士蘭州。

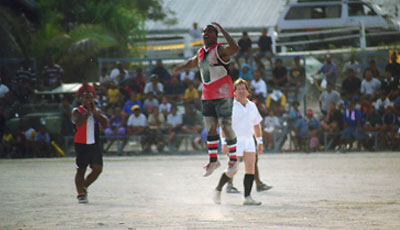
在諾魯的比賽

第一次世界大戰使澳式足球開始在外地出現，諾魯成為了澳洲以外第一個舉行澳式足球的地方，諾魯曾經是澳洲領土。在1930年代開始舉行。澳式足球成為了該國的國民運動。澳洲舊領巴布亞新畿內亞在1950年代開始舉行。而紐西蘭則在1974年復辦比賽。
第一場澳洲舉行的國際賽是1977年舉行，當時是澳洲對巴布亞新畿內亞的17歲以下組別賽事。。澳洲一直很少與其他國家隊在國際級賽事交手。不過自1967年起，有不少澳洲及愛爾蘭球隊交手的記錄，規則與澳式足球及愛爾蘭盖尔式足球混合。1984年，第一次舉行國際式足球的比賽，並於每年10月舉行。
1980年代及1990年代，障礙開始減少，業餘隊伍在世界各地開始組成。
有不少球員是放棄澳洲國籍的外國人，不過亦包括一些當地球員。國際澳式足球理事會將澳式足球列入為Arafura Games比賽項目。在Arafura Games成功後，非正規的澳式足球國際盃在2002年墨爾本舉辦，由IAFC及AFL舉辦。當IAFC解散後，由AFL獨自管理。
AFL一直不承認IAFC宣傳澳式足球。自1998年，Barassi International Australian Football Youth Tournament成為了AFL的國際宣傳比賽，舉辦了多次的年輕的國際賽事。2006年7月3日，AFL宣佈組成了國家發展委員會（International Development Committee）支持其他國家的澳洲足球聯賽。AFL亦希望發展國際賽讓國家隊之間交流。每四年澳式足球聯盟在2008年起計劃每四年舉行一次國際杯，慶祝澳式足球誕生150周年紀念。
現今，澳式足球成為澳洲受注目的運動，在澳洲以外國家亦舉辦熱身賽。一些本土的體育會例如在巴布亞新畿內亞、瑙魯、英格蘭及英國，例吸引不少觀眾觀賽。

## 普及性

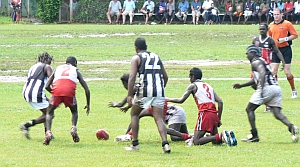
一場由原住民參與的澳式足球比賽。

近年來，澳式足球是澳洲最受歡迎的冬季運動之一。近年的調查發現它超過了游泳成為澳洲最受歡迎的運動。。澳式足球在澳洲原住民社群相當受歡迎，約10％的AFL球員擁有原住民血統，它亦於兩個前澳洲領土的國家受到歡迎，分別是巴布亞新畿內亞及諾魯。
在昆士蘭州，由於布里斯班狮子队的成功（2001年至2003年連續三年奪得總冠軍，2004年奪亞軍），使澳式足球逐漸在昆士兰州流行。在悉尼及新南威爾斯州，隨著悉尼天鵝在1996年進入總決賽後開始受到歡迎，該隊在2004年贏得迁往悉尼後首次的總冠軍。
除了新南威爾斯州外，澳式足球是最多人參與運動。在新南威爾斯州，橄欖球比澳式足球更多人參與。
板球是澳洲最受歡迎的夏季運動，而且與澳式足球使用同一個球場。過去不少橄榄球高手亦參與板球運動，不過其職業性質使身兼兩職運動員消失。

### 觀眾
進場人數
澳式足球是澳洲最多觀眾進球場觀看的比賽，1999年的政府數字，超過250萬人欣賞賽事（佔澳洲人口16.8％）。2005年總共有6,283,788人觀看AFL的賽事。307,181人觀看季前賽NAB Cup及117,552人觀看熱身賽Regional Challenge.
電視轉播
2005年AFL總決賽超過330萬觀眾從澳洲5大城市收看電視直播，當中包括了墨爾本120萬名以及悉尼991,000名觀眾。
在近年澳式足球的總決定成為澳洲五大收視節目之一。當中2002年、2003年、2004年及2005年均成為澳洲收視第一的電視節目。

### 參與人數
超過450,000名球員是大於15歲，它是澳洲第四多參與的體育運動。僅次於籃網球（無擋板籃球）、英式足球及板球。
2005年總共有539,526名球員註冊，較2004年上升4.6％。當中6.7％的球員是非英語圈的人士。
維多利亞州擁有最多球員的州份（205,000參與者佔全州人口5.2％）。Tiwi群島是全澳洲參與比例最多的地區（35％）。
5至14歲的兒童，澳式足球是第三最多參與的體育活動（僅次於英式足球及游泳）有284,200名兒童參與澳式足球至少12個月（佔整體兒童13.6％）。
業餘性質的澳式足球在超過20多個國家舉行，並以高增長速度增加。（參看：世界各地的澳式足球）

## 澳式足球名人堂
1996年，成立澳式足球名人堂，表揚對澳式足球有貢獻的人士。136位被人選的包括了100位球員、10位教練、10位裁判、10位行政人員以及6位傳媒人士。其中12名人選為傳說（Legend）的名人堂人士。

| 最初成員： - Ron Barassi Jr. - Haydn Bunton Senior - Roy Cazaly - John Coleman - Jack Dyer - Graham "Polly" Farmer - Leigh Matthews - John Nicholls - Bob Pratt - Dick Reynolds - Bob Skilton - Ted Whitten Sr. | 後來加入： - Ian Stewart（1997） - Gordon Coventry（1998） - Peter Hudson（1999） - Kevin Bartlett（2000） - Barrie Robran（2001） - Bill Hutchison（2003） - Jock McHale（2005） - Darrel Baldock（2006） |

## 外部連結
| - 官方AFL網站 （页面存档备份，存于） - Australian Sports Commission website （页面存档备份，存于） - Australian Institute of Sport AFL website （页面存档备份，存于） - Official SANFL site （页面存档备份，存于） - Official WAFL site （页面存档备份，存于） - Official Victorian Amateur Football Association (VAFA) site - Official International Australian Football Council site （页面存档备份，存于） - AFL Hall of Fame （页面存档备份，存于） - Aussie Rules International （页面存档备份，存于） - Masters - Australian Football for the over 30s （页面存档备份，存于） - Official AFL Germany Site （页面存档备份，存于） - Footypedia （页面存档备份，存于） - Covers local footy history - Full Points Footy （页面存档备份，存于） - unofficial history site - AllTheStats - Australian Football League Statistics and Records （页面存档备份，存于） | - World Footy News （页面存档备份，存于） All the news and views from Australian football's global frontier - Country Footy Scores （页面存档备份，存于） - Coach AFL （页面存档备份，存于） - The latest coaching drills, strategies and interviews - AFL Online Forums （页面存档备份，存于） - AFL Podcast - Go Fremantle Dockers - 翻译自Fremantle Dockers Football Club官方网站的简体中文新闻 |